# Club Paradise
Club Paradise è un film commedia statunitense del 1986, diretto da Harold Ramis con Robin Williams, Peter O'Toole e Jimmy Cliff.

## Trama
Jack Moniker è un pompiere di Chicago che si infortuna sul lavoro. Grazie ai soldi dell'assicurazione, si ritira sulla piccola isola caraibica di Saint Nicholas, e compra una piccola proprietà. Anthony Croyden Hayes, designato dalla corona britannica quale governatore dell'isola, si occupa maggiormente di godersi la vacanza piuttosto che degli affari lavorativi. Miss Phillipa Lloyd, in visita a St. Nicholas con alcuni amici, decide di restare a vivere sull'isola e diventa la ragazza di Jack.
Jack supporta finanziariamente il musicista reggae Ernest Reed e insieme fondano un resort chiamato Club Paradise, che pubblicizzano come una sorta di Club Med con tanto di brochure e dépliant che mostrano Jack in vari travestimenti a simulare la presenza di svariati clienti. L'operazione attrae un gruppo di turisti, inclusi Barry Steinberg e Barry Nye che sono qui unicamente per la marijuana e le ragazze. Giungono sull'isola anche il giornalista del The New York Times Terry Hamlin che finisce per trascorrere la maggior parte del tempo con il governatore Hayes, e i coniugi Randy e Linda White.
L'affarista senza scrupoli Voit Zerbe vuole far sloggiare Jack ed Ernest dalla loro proprietà così da poter costruire un grande casinò sulla spiaggia. Per raggiungere lo scopo, si avvale dell'aiuto del primo ministro locale Solomon Gundy e dei suoi uomini per causare problemi nel resort e fare chiudere "legalmente" il Club Paradise. Jack ed Ernest arrivano fino a sgattaiolare a bordo dello yacht di Zerbe per scoprire cosa accadrà al futuro di St. Nicholas. Si tuffano dallo yacht e vengono catturati dalla polizia locale e gettati in prigione. Quando le tattiche del braccio forte del primo ministro Gundy non funzionano, egli ordina un'acquisizione militare dell'isola. Ernest crea una forza di resistenza e St. Nicholas viene presto minacciata dalla possibilità di una guerra civile, che viene evitata all'ultimo minuto con l'assistenza di Jack e del governatore Hayes. Quando l'acquisizione di Gundy fallisce, Zerbe e i suoi partner d'affari lasciano St. Nicholas e si dirigono verso le Isole Cayman.

## Produzione
Il film riunisce il regista e co-sceneggiatore Ramis con la maggior parte dei suoi co-protagonisti di SCTV - i membri del cast di SCTV Andrea Martin, Eugene Levy, Rick Moranis, Joe Flaherty e Robin Duke interpretano ruoli secondari nel film, così come il co-sceneggiatore Brian Doyle-Murray, ex sceneggiatore dello staff di SCTV.